# Corona egipcia
La corona egipcia era uno de los símbolos más distintivos de los faraones y dioses del Antiguo Egipto. 
El pskent o  psent es el nombre helenizado de la corona doble, sejemty, portada por los faraones desde
los albores de la época dinástica y significaba que poseían el poder en las Dos Tierras (Egipto). 
Estaba formada por la superposición de dos coronas diferentes:
- El símbolo de las dos coronas superpuestas representaba la unión del antiguo reino del Bajo Egipto (Norte) con el del antiguo reino del Alto Egipto (Sur).

- La corona blanca o hedyet. Mitra blanca oblonga, corona de los reyes del antiguo reino del Alto Egipto (Sur), asociada al dios Seth.
- La corona roja o deshret. Corona con protuberancia rizada de los reyes del antiguo reino del Bajo Egipto (Norte), asociada al dios Horus.

El nombre egipcio de esta corona doble, sejemty, devino en pskent por deformación de pa-sejemty, "los dos poderes".
|  |  |  |  |

Fueron utilizadas como símbolos de poder por los faraones del Antiguo Egipto a lo largo de tres milenios, durante toda su historia; también para distinguir las diferentes divinidades de esta civilización. La complejidad ornamental fue evolucionando a través del tiempo. Basada en las dos regiones, Alto Egipto (sur) y Bajo Egipto (delta del Nilo), se pueden admirar en innumerables esculturas y pinturas faraónicas de todas las épocas. A partir de dichas obras se pueden distinguir las regiones de donde procedía la nobleza. Durante la época predinástica, el país estaba dividido en las dos regiones ya mencionadas, y fueron reunidas por el faraón Menes, bajo su mando, comenzando así la época dinástica. Cada región se identificaba con una corona y tenía un dios particular.

## Coronas

### Corona blanca: Hedyet
Representaba al Alto Egipto y era denominada hedyet o Uereret; tenía estructura tronco-cónica, con el extremo superior redondeado. No se conoce el material que la constituía, pero es posible que fuera de origen vegetal, por tanto, sería de color verdoso, aunque en la iconografía egipcia está representada con el color blanco, el del Alto Egipto.
Relacionada con la diosa buitre Nejbet.

### Corona roja: Deshret
Representaba al Bajo Egipto y fue denominada Deshret, Mehes (la del norte), o Net (semejante a la diosa Neit), entre otros nombres. Estaba formada del mismo material que la corona blanca, probablemente, ya que así lo muestran los textos de las pirámides. Su color representativo es el rojo y aparece en los muros de los templos orientados hacia el norte. De estructura cilíndrica, con una protuberancia rizada, asociada con la abeja (otro símbolo del norte) y con la diosa Neit. Era portada por las diosas Uadyet, Amonet y Neit.

### Corona doble: Sejemty
Representaba al Alto y Bajo Egipto, es decir, la unión de ambos reinos, la unificación de Egipto. En la iconografía es representada como una corona Blanca dentro de la Roja. Era denominada por los egipcios Sejemty, "las dos poderosas".

### Corona Atef
(Corona Osiríaca) Es una forma más compleja de la corona blanca, a la que se añaden dos plumas de avestruz, en ocasiones, con dos cuernos en su base, uraeus y un disco solar. Se representa en color amarillo, aunque a veces las plumas se colorean en azul o rojo. Se pensaba que ayudaba a renacer al difunto. Aparece también en los textos de las pirámides. Fue relacionada con el dios Osiris, ya que este en ocasiones la porta para representar ser el gobernante del inframundo.

### Corona Hemhem
Tiene el estilo de una triple Atef y puede ser considerada una variante de la misma. Representa el triunfo del Sol sobre las tinieblas, la juventud, y en la iconografía es portada por dioses niños.

### Corona Jepresh
Tiene forma de casquete azul. Corona de tipo ceremonial, la llevaban los reyes en las ofrendas a los dioses. Era confeccionada con tela azul. Se supone que podía haber estado relacionada con la energía necesaria para gobernar. Fue relacionada con la diosa Uerethekau.

### Corona Shuty
Representada por dos plumas de halcón, aunque sufre transformaciones, como la inclusión de dos cuernos o un disco solar. Está relacionada con la unión de las Dos Tierras y de las dos diosas Uadyet (Bajo Egipto) y Nejbet (Alto Egipto). En el Imperio Nuevo se convierte en una corona que portan las mujeres de la casa real y las Divinas Adoratrices.

### Nemes
El nemes es un pañuelo de tela que portaban dioses y faraones. Una de las representaciones más famosas de un nemes está en la máscara funeraria de Tutankamón. Cubría la totalidad de la cabeza, cayendo sobre los hombros, y se anudaba detrás de la nuca. Se estima que era blanco con bandas azules, o dorado y azul lapislázuli. Algunos dioses lo portaban así, tales como Sah y Atum entre otros.

## Jeroglíficos de las principales coronas
| S2 |

| S2 |

| S3 |

| S3 |

| S5 |

| S5 |

| S8 |

| S8 |

| S7 |

| S7 |

| S9 |

| S9 |